# Роберт Воррік
Роберт Воррік (англ. Robert Warwick, ім'я при народженні Роберт Тейлор Бін (англ. Robert Taylor Bien; 9 жовтня 1878, Сакраменто — 6 червня 1964, Західний Лос-Анджелес, Каліфорнія) — американський актор театру, кіно та телебачення 1900—1950-х років.
Воррік почав акторську кар'єру в 1903 році на бродвейській сцені, невдовзі ставши популярним актором, який зіграв до 1916 року в двадцяти спектаклях і в 1920-і роки ще в тринадцяти спектаклях. У 1914 році Уорік почав працювати в кіно, зігравши в період до 1929 головні романтичні ролі в тридцяти двох фільмах, включаючи «Псевдонім Джиммі Валентайн» (1915), «Вкрадений голос» (1915) і «Дурність дівчини» (1917).
З 1931 Воррік почав грати ролі другого плану в звуковому кіно, закінчивши кар'єру в 1959 році, коли йому було більше 80 років. Він, зокрема, зіграв у таких відомих картинах, як «Я — втікач-каторжанин» (1932), «Жахлива правда» (1937), «Життя Еміля Золя» (1937), «Пригоди Робін Гуда» (1938), «Морський яструб» (1940) «Мандри Саллівана» (1941), «Обличчя жінки» (1941), «Пригоди в Палм-Біч» (1942), «Я одружився з відьмою» (1942), «У затишному місці» (1950) та «Проти всіх ворогів» (1952).

## Вибрана фільмографія
- 1919 — Секретна служба